# Національні історичні місця Канади
Національні історичні місця Канади (англ. National Historic Sites of Canada, фр. Lieux historiques nationaux du Canada) — об'єкти, визначені федеральним міністром навколишнього середовища за порадою Ради історичних місць і пам'яток Канади (HSMBC) як такі, що мають національне історичне значення. Програмою національних історичних місць керує федеральне агентство Парки Канади (англ. Parks Canada). Станом на липень 2021 року нараховувалося 999 національних історичних місць, з яких 172 перебувають у віданні Parks Canada; решта управляється або належить іншим рівням влади чи приватним структурам. Ці об'єкти розташовані в усіх десятьох провінціях і трьох територіях, причому два об'єкти розташовані у Франції (Меморіал Ньюфаундленду в Бомон-Амелі та Канадський національний меморіал Вімі).
Існують відповідні федеральні позначення національних історичних подій і національних історичних осіб. Кожне з місць, подій та осіб зазвичай позначається федеральною табличкою одного стилю, але маркери не вказують, яку категорію було присвоєно суб'єкту. Канал Рідо є національним історичним місцем, а канал Велланд — національною історичною подією.

## Історія

### Передумови

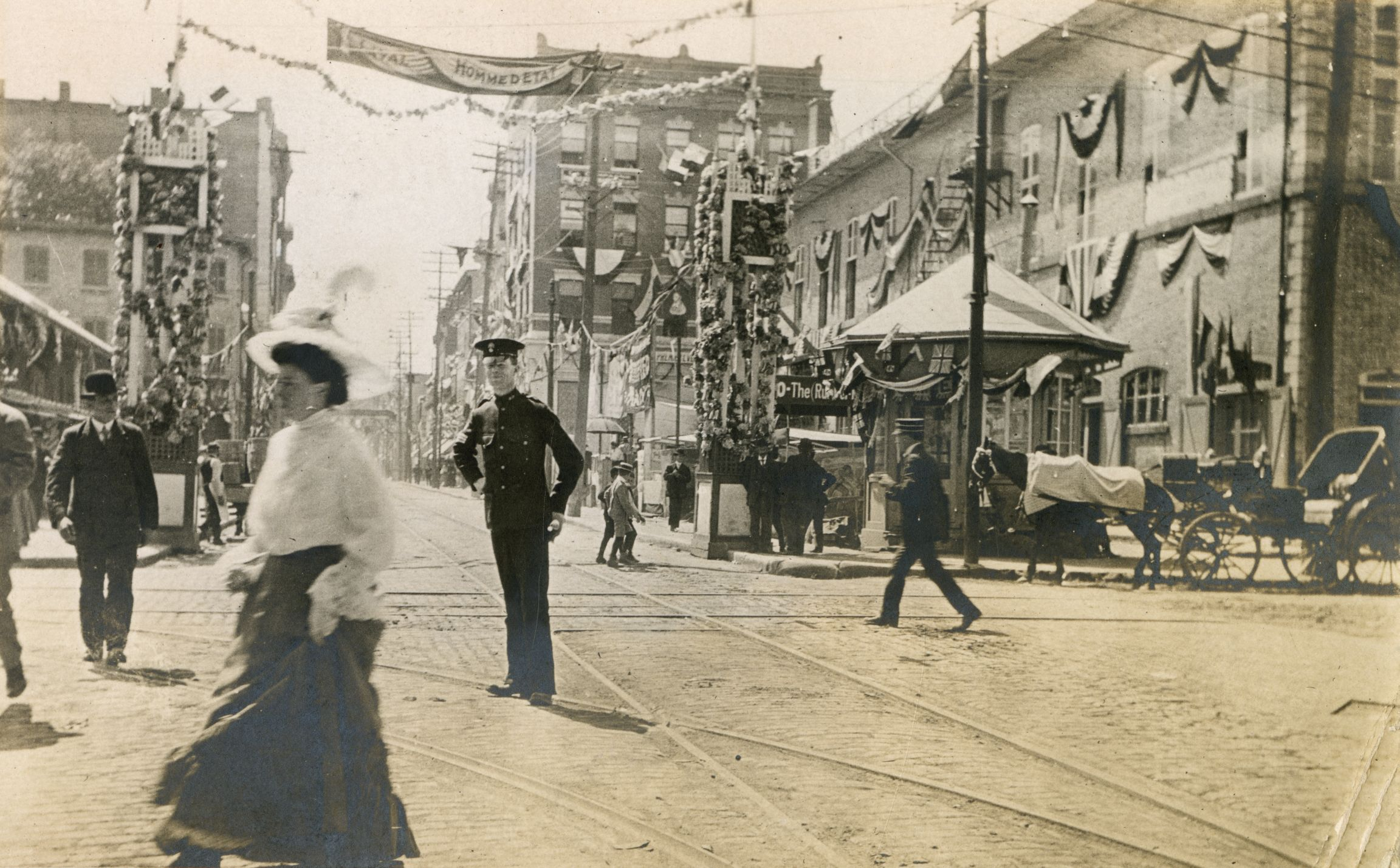
Святкування 300-річчя міста Квебек у 1908 році послужило каталізатором федеральних зусиль щодо визначення та збереження історичних місць.

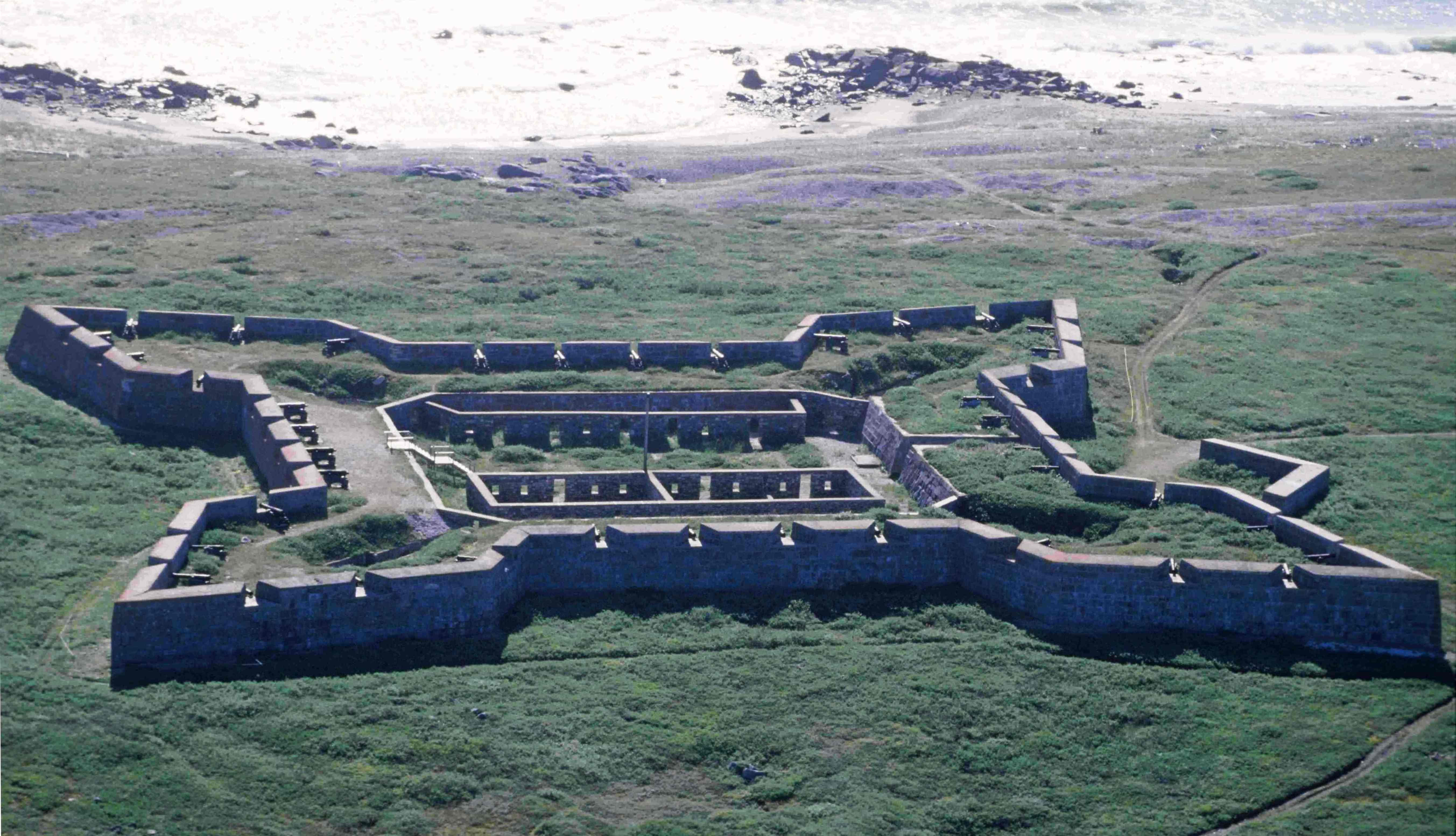
Форт принца Уельського в Черчіллі, Манітоба, був одним із перших двох місць, визначених у Західній Канаді.

Поява канадських націоналістичних настроїв наприкінці 19-го і на початку 20-го століття призвела до зростання інтересу до збереження історичних місць Канади. В інших країнах світу було багато прикладів увічнення місць. За підтримки таких знаменитостей, як Віктор Гюго та Ежен Віолле-ле-Дюк, Комісія історичних пам'яток була створена у Франції в 1837 році; у 1840 році вона опублікувала свій перший список визначних місць, що містив 934 записи. У Сполученому Королівстві Національний фонд пам'яток історичного значення або природної краси був створений у 1894 році для захисту історичної та природної спадщини цієї країни. Хоча до 1916 року в Сполучених Штатах не було служби національних парків, поля битв Громадянської війни були визначені та під доглядом військового міністерства: Чікамауґа і Чаттануґа (створені в 1890 році), Антітам (1890), Шайло (1894), Ґеттісбурґ (1895), Віксбурґ (1899) і Шалметт (1907).
В Канаді лорд Дафферін, генерал-губернатор з 1872 - 1878 роках, ініціював деякі з найбільш ранніх помітних зусиль щодо збереження історичних місць Канади. Він зіграв важливу роль у зупиненні руйнування укріплень міста Квебек, і він був першим державним чиновником, який закликав створити парк на землях поблизу Ніагарського водоспаду.
300-річчя заснування міста Квебек у 1908 році та створення того ж року Національної комісії для збереження Полів Авраама послужили каталізатором федеральних зусиль щодо визначення та збереження історичних місць по всій Канаді. У той же час федеральний уряд шукав шляхи розширення системи національних парків на Східну Канаду. Більш населений схід не мав таких самих великих просторів неосвоєних коронних земель, які стали парками на заході, тому Відділення парків Домініону (попередник Парків Канади) провело огляд історичних рис ряду обєктів, щоб вони стали центральними для нових національних парків. У 1914 році відділ парків провів дослідження історичних місць у Канаді з метою створення нових зон відпочинку, а не збереження історичних місць. Форт-Гау в Сент-Джоні, Нью-Брансвік, був визнаний національним історичним парком у 1914 році під назвою «Національний парк Форт-Гау». Форт не був об'єктом значного національного історичного значення, але його призначення дало обґрунтування для придбання землі під парк. Форт-Енн в Аннаполіс-Роял, Нова Шотландія, також був визначений у 1917 році.
У 1919 році Вільям Джеймс Рош, міністр внутрішніх справ, був стурбований долею старих хутряних торгових факторій у Західній Канаді, і його також лобіювали історичні асоціації по всій Канаді щодо федеральних коштів для допомоги у збереженні та вшануванні місцевих визначних місць. У той же час Департамент міліції та оборони прагнув передати старі форти та пов'язані з ними витрати до Відділення парків. Рош попросив Джеймса Б. Гаркіна, першого уповноваженого парків домініону, розробити політику відомства щодо спадщини. Гаркін вважав, що відділення парків не має необхідного досвіду для управління історичними ресурсами; він був стурбований відносно слабкою історичною цінністю Форт-Гау, першого історичного парку країни, і переживав, що поліпшення парку несумісні з атрибутами спадщини Форт-Енн, другого історичного парку.

### Рада історичних місць і пам'яток Канади

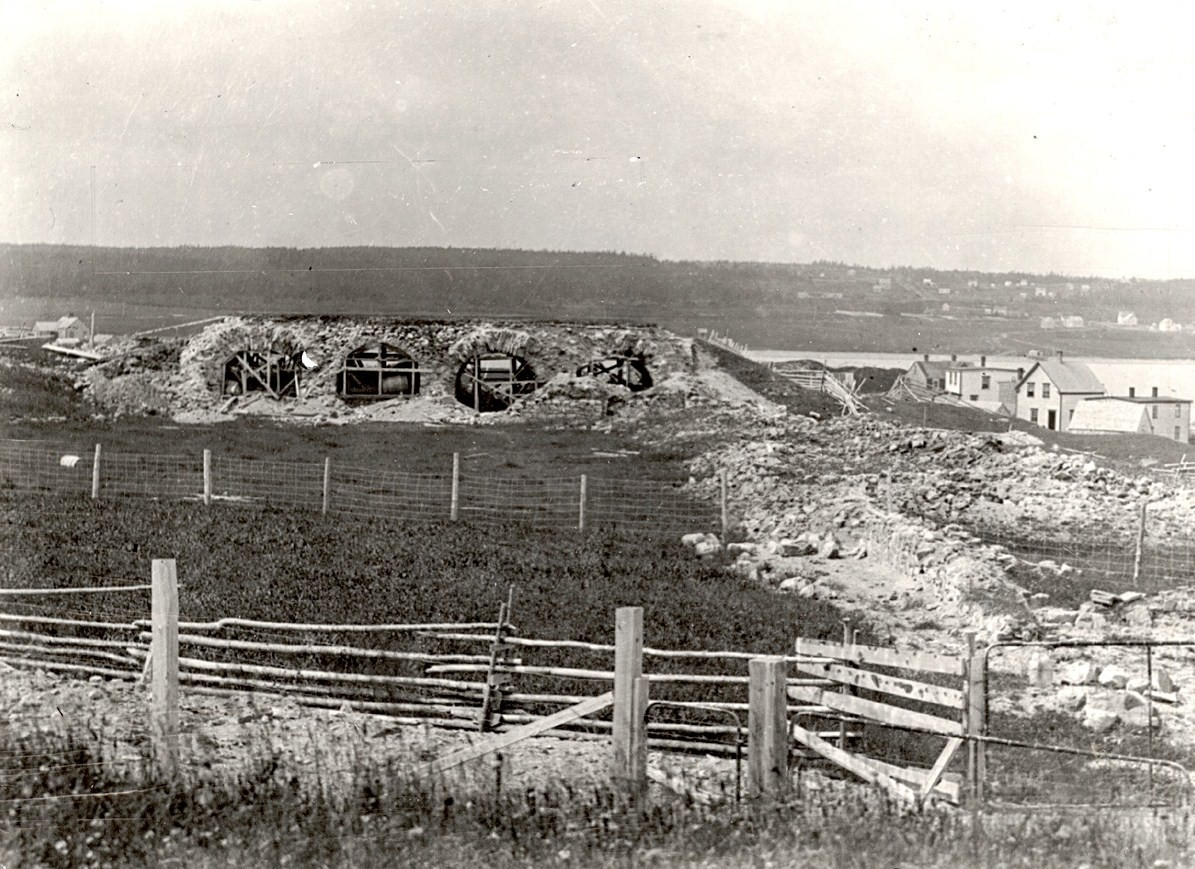
Спочатку програма була зосереджена суто на вшануванні пам'яті, а не на збереженні чи реставрації. Руїни Луїсбурзької фортеці були визначені в 1920 році, але зусилля з відновлення фортеці почалися лише в 1961 році.

За рекомендацією Гаркіна в 1919 році уряд створив Консультативну раду збереження історичних місць (пізніше названу Радою історичних місць і пам'яток Канади) з метою консультування міністра щодо нової програми національних історичних місць. Першим головою Ради був обраний бригадний генерал Ернест Александр Крукшенк, відомий авторитет з питань війни 1812 року та історії Онтаріо, обіймав цей пост двадцять років. Першим місцем, визначеним і поміченим згідно з новою програмою, було «Скелясте місце» в Порт-Дуврі, Онтаріо, де два священники в 1670 році оголосили про суверенітет короля Франці Людовика XIV над регіоном озера Ері.
Через брак ресурсів HSMBC обмежилась рекомендацією щодо визначення місць, і програма була зосереджена на вшануванні, а не на збереженні. Бенджамін Сульте, член HSMBC, написав Гаркіну в 1919 році про значні руїни в Forges du Saint-Maurice, радячи радше встановлення меморіальної дошки, аніж реставрацію: «Все, що можна зробити в наші дні, це відгорнути геть купу каміння, щоб дістатися до фундаментних стін і поставити знак у центрі розчищеної площі».
У перші роки існування програми  були обрані національні історичні місця на вшанування битв, важливих людей, торгівлі хутром та політичних подій; увага була зосереджена на «великих людях і подіях», заслугою яких вважалося створення держави. Із 285 національних історичних місць, визначених до 1943 року, 105 представляли військову історію, 52 представляли торгівлю хутром і освоєння континенту, а 43 - відомих осіб (майже самих чоловіків). Було також сильне упередження на користь вшанування пам'ятних місць в Онтаріо порівняно з іншими частинами країни. У якийсь момент деякі члени HSMBC дійшли висновку, що на острові Принца Едварда взагалі не було об'єктів, гідних відзначення. Тодішню популярність об'єктів в Онтаріо, пов'язаних з війною 1812 року та лоялістами Об'єднаної Імперії, приписують впливу Крукшенка, що призвело до створення «справжнього частоколу історичних пам'яток вздовж річки Святого Лаврентія », а в Ніагарі – пропагування лояльності доктрини імперської єдності з Британією, вшановуючи опір «американізму». Пропозиції щодо визначення місць, пов'язаних з імміграцією євреїв, чорношкірих та українців до Канади, були відхилені, як і спроби визнати патріотами учасників повстання 1837 року. Таким був погляд Ради на історію Канади в першій половині 20 століття. Тодішній історик Ів Івон Пелетьє описав HSMBC як «клуб вікторіанських джентльменів», що складався з вчених-самоуків, чиї рішення приймалися без консультацій з громадськістю та без допомоги секретаріату для подальшого вивчення рекомендацій членами Ради.
Членами Ради історичних місць і пам'яток Канади були:
| Ім'я                | провінція           | Рік приєднався | Залишився рік | Додатковий            |
| ------------------- | ------------------- | -------------- | ------------- | --------------------- |
| Е. А. Крукшенк      | Онтаріо             | 1919 рік       | 1939 рік      | Голова Ради 1919–1939 |
| Джеймс Койн         | Онтаріо             | 1919 рік       | 1932 рік      |                       |
| Фредерік Говей      | Британська Колумбія | 1923 рік       | 1944 рік      | Голова Ради 1943–1944 |
| Фред Лендон         | Онтаріо             | 1932 рік       | 1958 рік      | Голова Ради 1950–1958 |
| В.Н. Сейдж          | Британська Колумбія | 1944 рік       | 1959 рік      |                       |
| Гаррі Вокер         | Онтаріо             | 1955 рік       | 1959 рік      |                       |
| Дональд Крейтон     | Онтаріо             | 1958 рік       | 1972 рік      |                       |
| А.Р.М. Ловер        | Онтаріо             | 1959 рік       | 1961 рік      |                       |
| Марґарет Ормсбі     | Британська Колумбія | 1960 рік       | 1967 рік      |                       |
| Джеймс Дж. Талман   | Онтаріо             | 1961 рік       | 1973 рік      |                       |
| Джеймс Несбітт      | Британська Колумбія | 1967 рік       | 1971 рік      |                       |
| Маргарет Пранґ      | Британська Колумбія | 1971 рік       | 1979 рік      |                       |
| Дж.М.С. Керлес      | Онтаріо             | 1972 рік       | 1985 рік      | Голова Ради 1981–1985 |
| Б. Нейпір Сімпсон   | Онтаріо             | 1973 рік       | 1978 рік      |                       |
| Чарльз Гамфріз      | Британська Колумбія | 1979 рік       | -             |                       |
| Едвард Сторі        | Онтаріо             | 1981 рік       | 1987 рік      |                       |
| Томас Г. Б. Саймонс | Онтаріо             | 1986 рік       | -             | Голова Ради 1986–     |
| Джон Г. Вайт        | Онтаріо             | 1988 рік       | –             |                       |

### Еволюція програми

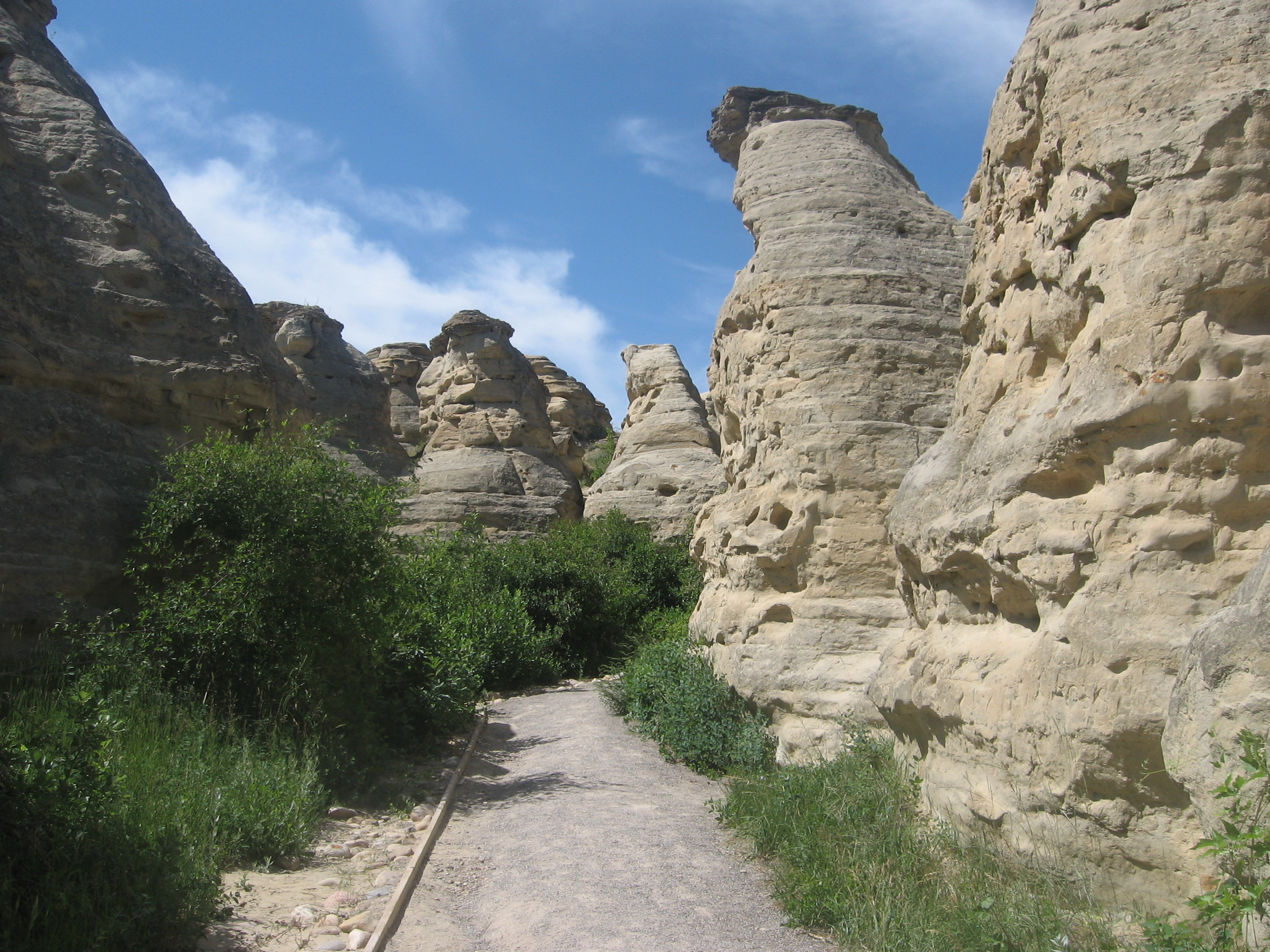
Áísínai'pi, місце, яке має значне культурне та релігійне значення для народу чорноногих, було визначене у 2006 році.

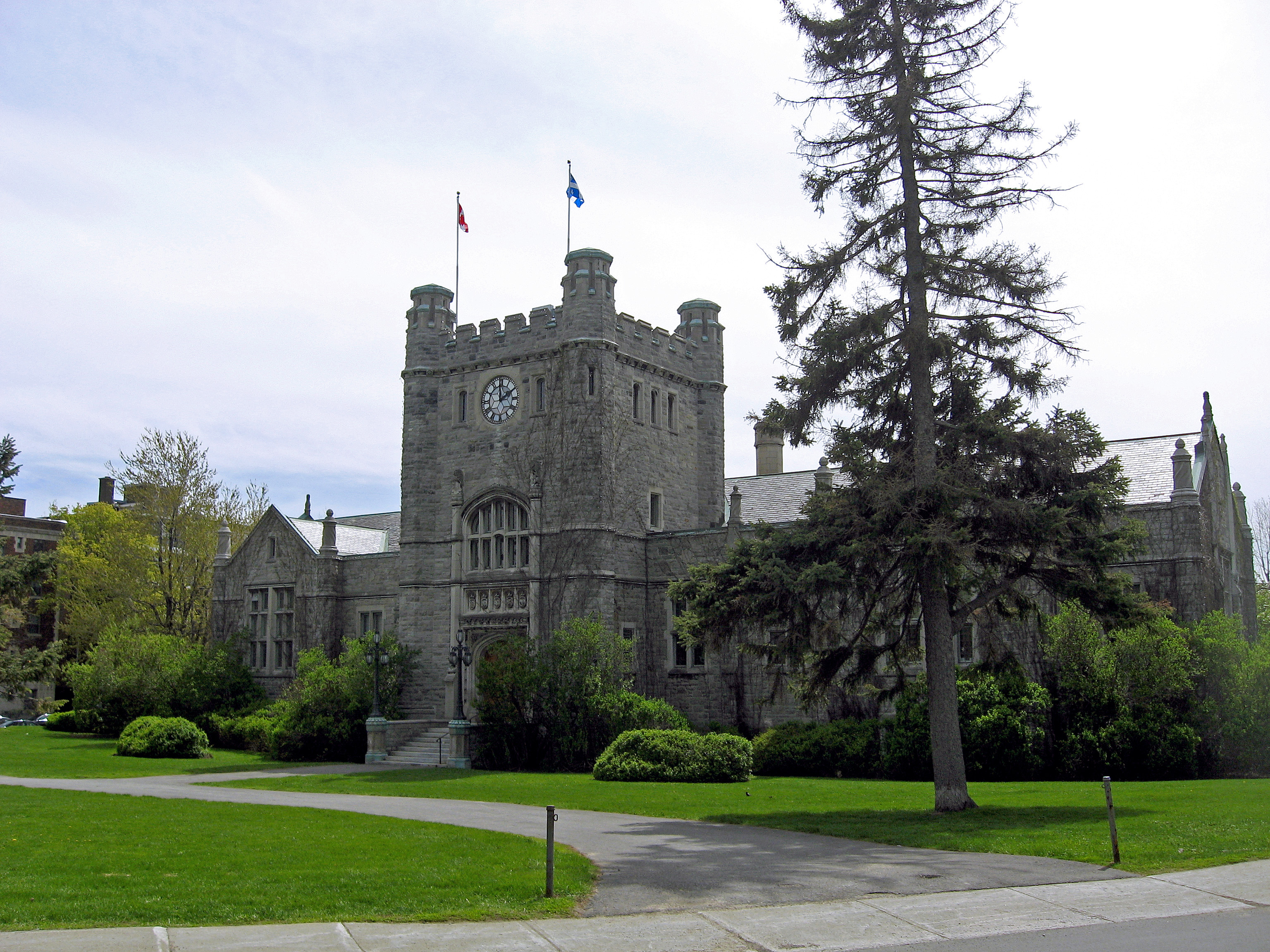
Історичний район Вестмаунт, Квебек, був визначений у 2011 році на знак визнання зусиль місцевих жителів, які десятиліттями працювали над захистом історичного довкілля району.

З плином часу і зростанням системи, масштаб програми та природа визначених обєктів змінювалися. До 1930-х років фокус руху спадщини в Канаді перемістився з відзначення пам'яті на збереження та розвиток. Зміни були найбільш помітними в Онтаріо, де Комісія парків Ніагари відновила Форт Джордж, а Департамент автомобільних доріг — форт Генрі. Велика депресія певною мірою створила можливості для значних проектів збереження спадщини на федеральному рівні. Хоча HSMBC мало цікавився цими зусиллями, обмежуючись пам'ятною роллю, відділ парків широко використовував державні фонди допомоги, щоб наймати працівників для допомоги у відновленні старих укріплень.
У 1943 році тимчасовий голова HSMBC Фредерік Вільям Говей закликав своїх колег-членів ради розглянути ширший діапазон позначень і виправити географічний і тематичний дисбаланс у назвах. Зокрема, Говей закликав HSMBC приділяти більше уваги економічній, соціальній та культурній історії, а також закликав ввести мораторій на додаткові відзначення, пов'язані з війною 1812 року. У 1951 році Королівська комісія з національного розвитку в галузі мистецтва, літератури і науки наголосила на дисбалансах програми національних історичних місць, закликаючи до більш амбітної програми з більшою увагою до збереження архітектури. У 1955 році до Закону про історичні місця та пам'ятники було внесено зміни, які дозволили позначати будівлі за їх віком або дизайном, що призвело до нового зосередження на позначенні архітектурної спадщини Канади. 1950-ті роки також ознаменували початок ери «великого проєкту», яка досягла апогею в 1960-х роках, коли федеральний уряд інвестував значні кошти у реставрацію та реконструкцію відомих національних історичних місць, таких як цитадель Галіфакса, Луїсбурзька фортеця, укріплення Квебек-Сіті та історичне ядро Доусон-Сіті.
У 1970-х роках почалось нове зрушення в характері позначень. З 473 національних історичних місць, визначених між 1971 і 1993 роками, раніше домінуюча категорія військово-політичних подій становила лише 12 відсотків нових позначень, причому пам'ятники типу «Битва за...» були замінені місцями, пов'язаними з федеральною політикою. Найбільша група позначень (43 відсотки) стосувалася історичних будівель. До 1990-х років три групи були визначені як недостатньо представлені серед національних історичних місць: корінні народи, жінки та етнічні групи, крім французів та англосаксів. Згодом були докладені зусилля для подальшої диверсифікації позначень відповідно. Саою-Едачо на північно-західних територіях був визначений у 1997 році, ставши першим національним історичним об'єктом, визначеним і придбаним на основі консультацій з аборигенами, а також найбільшим національним історичним об'єктом на суші (приблизно розміром з острів Принца Едварда). Саме в цей час використання терміна «Національний історичний парк», який тоді ще використовувався для класу більших національних історичних місць, якими керували Parks Canada і вважався «надзвичайною цінністю для канадської історії», було припинено.
Зміни не обмежувалися новими позначеннями, оскільки інтерпретація багатьох існуючих національних історичних місць не залишалася статичною і розвивалася з часом. Наприклад, на сьогоднішній день відзначення національних історичних місць у преріях, пов'язаних із повстанням на Ред-Рівер та Північно-Західним повстанням, пройшло щонайменше три етапи. У 1920-х роках меморіальні дошки, встановлені на цих місцях, свідчили про розширення Канади та західної цивілізації по всій Північній Америці. Через місцевий тиск, зміни в HSMBC та історіографію, що розвивається, тексти, представлені в 1950-х роках, уникали попередньої тріумфалістської версії подій, але також уникали будь-якого аналізу причин чи наслідків подій. Починаючи з 1970-х років, зміна підходу до збереження спадщини в Парках Канади, у поєднанні з зростаючим регіоналізмом та більш наполегливим рухом за права корінних народів, привели до наступного покоління інтерпретаційних документів, у якому зосереджено увагу на корінних спільнотах, які зазнали вигнання та переміщення в ході експансії європейського населення в Канаді 19 ст..

## Відзначення

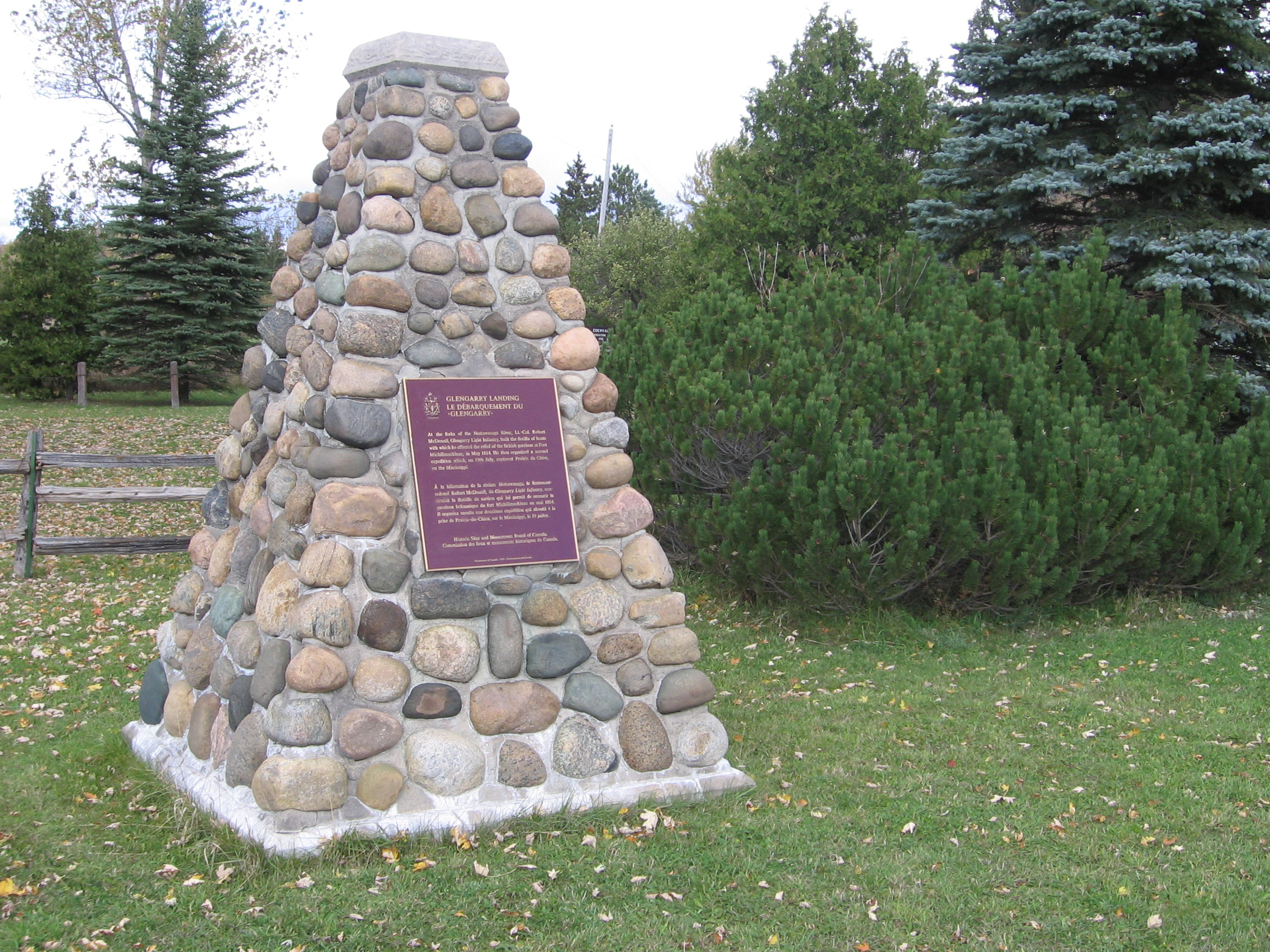
Таблички, прикріплені до пірамідок, спочатку використовувалися для позначення національних історичних місць, таких як ця в Ґленґаррі-Лендінґ в Онтаріо.

Національні історичні об'єкти, організовані за п'ятьма загальними темами: «Заселення земель», «Врядування Канади», «Економіка в розвитку», «Побудова соціального та громадського життя» та «Прояви інтелектуального та культурного життя». Щоб стати місцем відзначення, сайт має відповідати принаймні одному з наступних критеріїв:
- ілюструвати виняткові творчі досягнення в концепції та дизайні, технології чи планування або значний етап у розвитку Канади;
- ілюструвати або символізувати, повністю або частково, культурну традицію, спосіб життя або ідеї, важливі для розвитку Канади;
- бути явно та змістовно пов'язаним або ідентифікованим з особами, які мають національно-історичне значення; або
- бути чітко та змістовно пов'язаними або ототожненими з подіями, яким надається національно-історичного значення[38].

Визначення національного історичного місця не гарантує правового захисту історичних елементів об'єкта. Проте історичні об'єкти можуть бути визначені більш ніж на одному рівні (національному, провінційному та муніципальному), а визначення на інших рівнях можуть дати певний правовий захист.
Більшість національних історичних місць відзначені федеральною табличкою з гербом Канади. У попередні роки ці таблички встановлювали на спеціально побудованих пірамідках, а в наступні роки прикрялись до будівель або окремо стоячих стовпів. Ці бордові та золоті маркери, як правило, написані англійською та французькою мовами, хоча деякі з них тримовні, якщо інша мова має відношення до теми, яка згадується.

## Списки національних історичних місць за місцем розташування
| Списки національних історичних місць (НІМ) за місцем розташування | Списки національних історичних місць (НІМ) за місцем розташування      | Кількість НІМ | Перше з призначених НІМ | Приклади НІМ і дати їх призначення     |
| ----------------------------------------------------------------- | ---------------------------------------------------------------------- | ------------- | ----------------------- | -------------------------------------- |
| НІМ Альберти                                                      | List of National Historic Sites of Canada in Alberta                   | 61            | 1923                    | Фроґ-Лейк (1923)                       |
| НІМ Британської Колумбії                                          | List of National Historic Sites of Canada in British Columbia          | 100           | 1923                    | Перевал Роджерс (1971)                 |
| НІМ Манітоби                                                      | List of National Historic Sites of Canada in Manitoba                  | 57            | 1920                    | Біржовий квартал (1996)                |
| НІМ у Нью-Брансвіку                                               | List of National Historic Sites of Canada in New Brunswick             | 63            | 1920                    | Критий міст у Гартленді (1980)         |
| НІМ Ньюфаундленду і Лабрадору                                     | List of National Historic Sites of Canada in Newfoundland and Labrador | 47            | 1951                    | Сиґнал-Гілл (1951)                     |
| НІМ Нової Шотландії                                               | List of National Historic Sites of Canada in Nova Scotia               | 90            | 1920                    | Пристань № 21 (1997)                   |
| НІМ Онтаріо                                                       | List of National Historic Sites of Canada in Ontario                   | 274           | 1919                    | Будинок Джона Мак-Крея (1966)          |
| НІМ Гамільтона                                                    | НІМ Гамільтона                                                         | 15            | 1929                    | Замок Дандерн (1997)                   |
| НІМ у Кінґстоні                                                   | НІМ у Кінґстоні                                                        | 22            | 1923                    | Міська рада Кінґстона (1961)           |
| НІМ у Ніагарському регіоні                                        | НІМ у Ніагарському регіоні                                             | 26            | 1921                    | Ніагара-он-да-Лейк (2003)              |
| НІМ у Оттаві                                                      | НІМ у Оттаві                                                           | 26            | 1925                    | Парламентський пагорб (1976)           |
| НІМ у Торонто                                                     | НІМ у Торонто                                                          | 37            | 1923                    | Форт-Йорк (1923)                       |
| НІМ острова Принца Едварда                                        | List of National Historic Sites of Canada in Prince Edward Island      | 22            | 1933                    | Музей Л.М.Монтґомері (2004)            |
| НІМ у Квебеку                                                     | List of National Historic Sites of Canada in Quebec                    | 198           | 1919                    | Іль д'Орлеан (1990)                    |
| НІМ у Монреалі                                                    | НІМ у Монреалі                                                         | 61            | 1920                    | Римо-католицький собор Нотр-Дам (1989) |
| НІМ у м. Квебек                                                   | НІМ у м. Квебек                                                        | 37            | 1923                    | Шато-Фронтенак (1981)                  |
| НІМ у Саскачевані                                                 | List of National Historic Sites of Canada in Saskatchewan              | 49            | 1923                    | Комерційний банк Канади (1976)         |
| НІМ на Північно-західних територіях                               | List of National Historic Sites of Canada in the Northwest Territories | 12            | 1930                    | Церква Матері Доброї Надії (1977)      |
| НІМ у Нунавуті                                                    | List of National Historic Sites of Canada in Nunavut                   | 12            | 1964                    | Інукшук-Пойнт (1969)                   |
| НІМ на Юконі                                                      | List of National Historic Sites of Canada in Yukon                     | 11            | 1959                    | Історичний комплекс Довсона (1959)     |
| НІМ у Франції                                                     | List of National Historic Sites of Canada in France                    | 2             | 1996                    | Меморіал на Вімі-Рідж (1996)           |

## Подальше читання
- Campbell, Claire Elizabeth. Nature, Place, and Story: Rethinking Historic Sites in Canada[en]. McGill-Queen's University Press, 2017.

## Зовнішні посилання
- - National Historic Sites of Canada – Parks Canada
  - Historic places – Administered by Parks Canada